# Hortezuela (Segovia)
Hortezuela es un despoblado español localizado en el municipio de Navares de las Cuevas, perteneciente a la provincia de Segovia, en la comunidad autónoma de Castilla y León. Se encuentra a 2,5 km al noroeste de Navares de las Cuevas desde donde se accede por un camino que discurre paralelo a la carretera SG-241 que conduce hasta Castroserracín; no se llega a cruzar el arroyo de Valdecollar —llamado también arroyo de Bálsamo—. El camino rural pasa junto a la fachada sur de las ruinas de la ermita de San Cristóbal.

## Ermita de san Cristóbal
Del despoblado solo restan las ruinas de lo que fue su iglesia y algunas piedras y sillares desperdigados por el entorno que pertenecerían tanto al templo como a alguna construcción doméstica. 

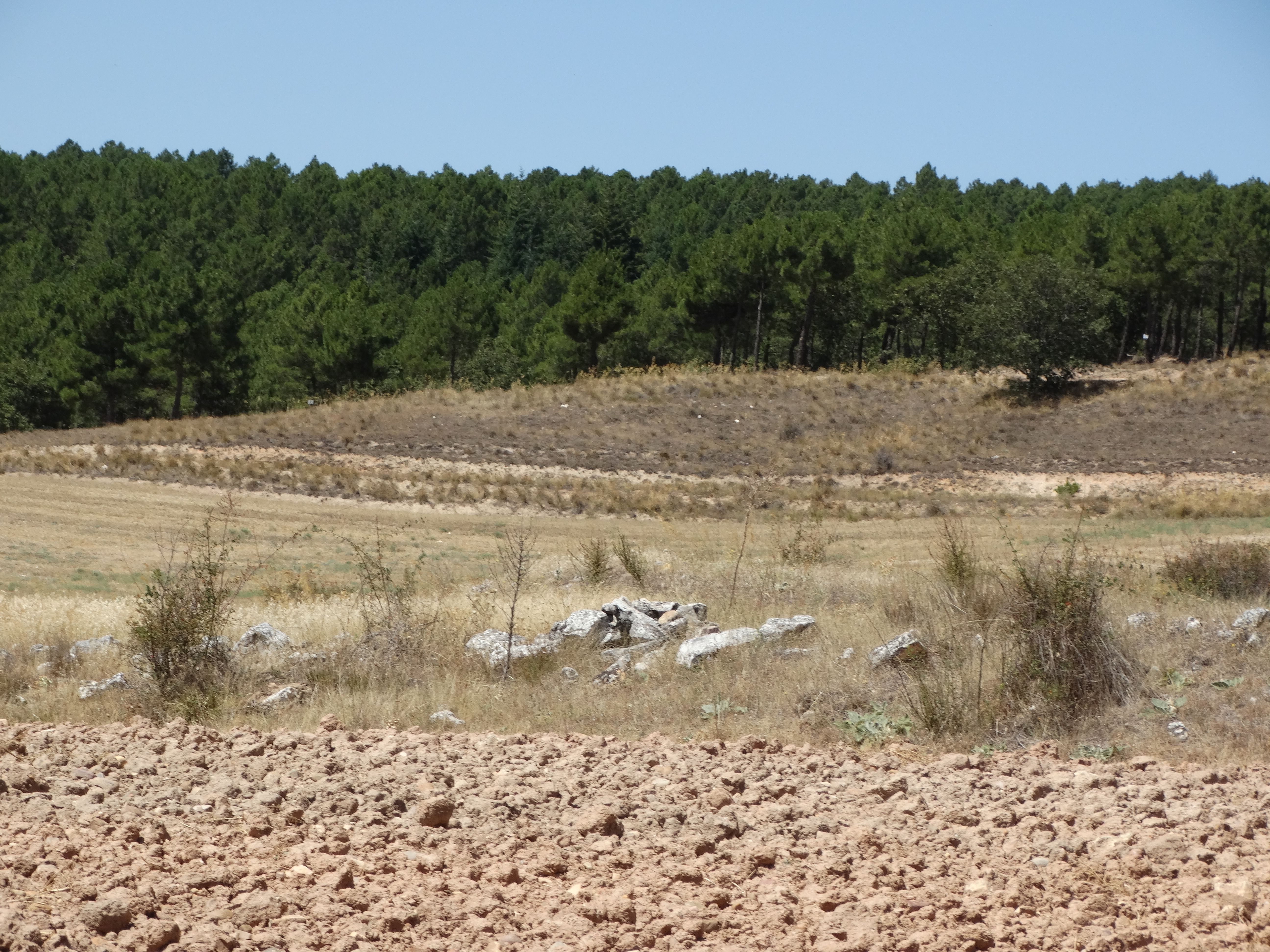
Algunas piedras sueltas de pasadas edificaciones en el entorno de las ruinas de la ermita de San Cristóbal

A mediados del XIX se conservaba en pie la iglesia considerada como ermita perteneciente al municipio de Navares de las Cuevas. Las ruinas que todavía quedan en pie están rodeadas de tierras de labor donde se siembra principalmente el cereal.
El edificio fue construido en mampostería con sillares en las esquinas y muros de poco grosor, lo que hace suponer que tenía cubierta de madera. Su planta era de una sola nave y el testero plano. El interior estaba enfoscado. La única puerta de acceso daba al sur; en el muro de occidente se abría una ventana abocinada. El estudio de estas ruinas hace situarla cronológicamente entre los siglos xii y xiii, época del románico.
La imagen de la Virgen de Hortezuela se custodia en la parroquia de San Mamés de Navares de las Cuevas, en un retablo lateral del muro sur. Es una talla de la primera mitad del siglo xiii, románica, sedente, que sostiene al niño sobre su pierna izquierda; está muy repintada a la espera de una limpieza y restauración que saque a la luz su auténtica policromía.
Las fiestas de esta Virgen se celebran en Navares entre el 15 y el 25 de mayo. Hay un día para las dos procesiones: por la mañana la imagen sale de la iglesia de San Mamés para llegar a la ermita de la Virgen del Barrio que le presta su casa hasta que por la tarde regresa a su lugar de procedencia. Durante esas horas hay festejo religioso, música y danzas.

Ermita de San Cristóbal
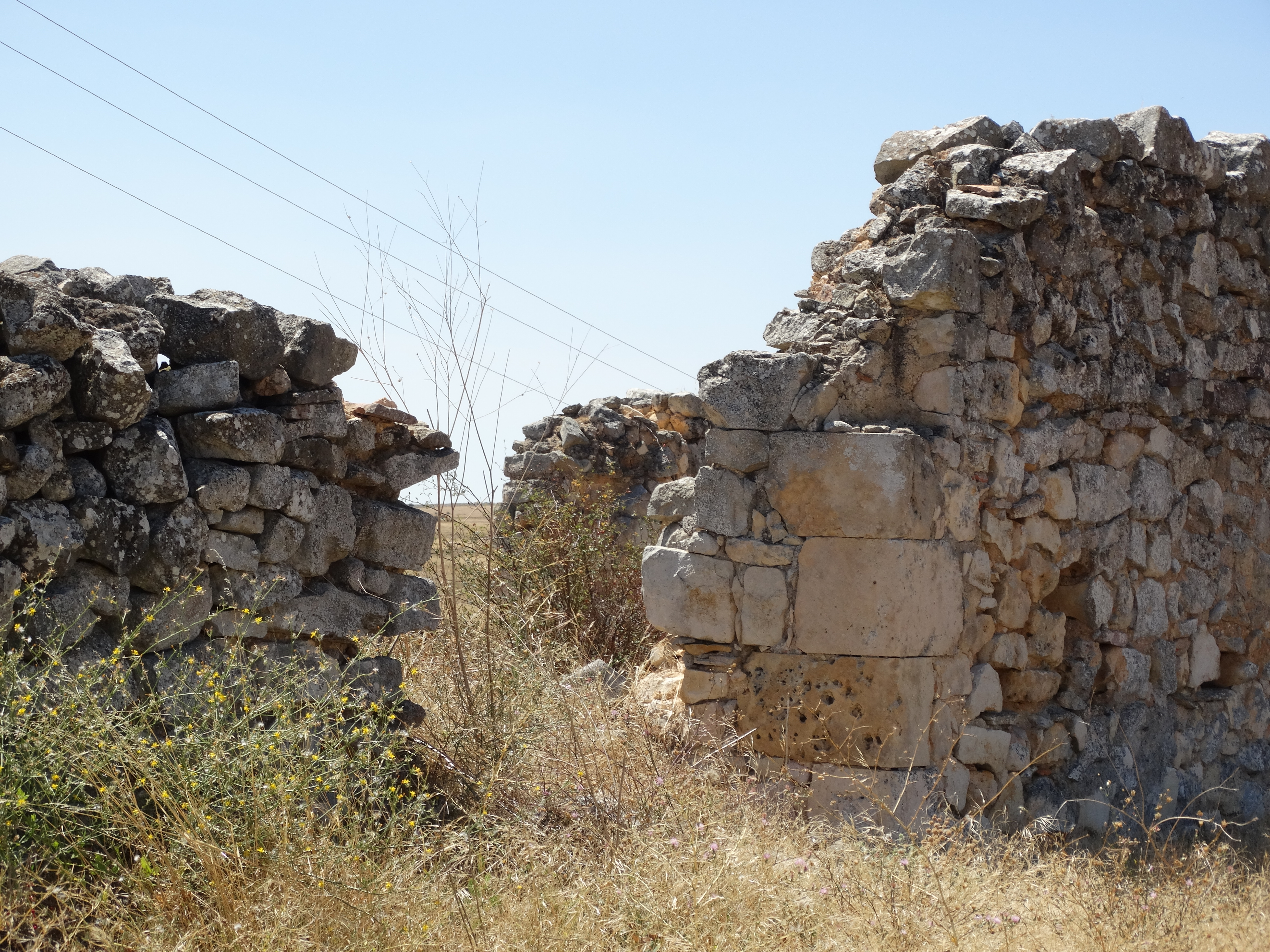
Ruinas de la ermita de San Cristóbal
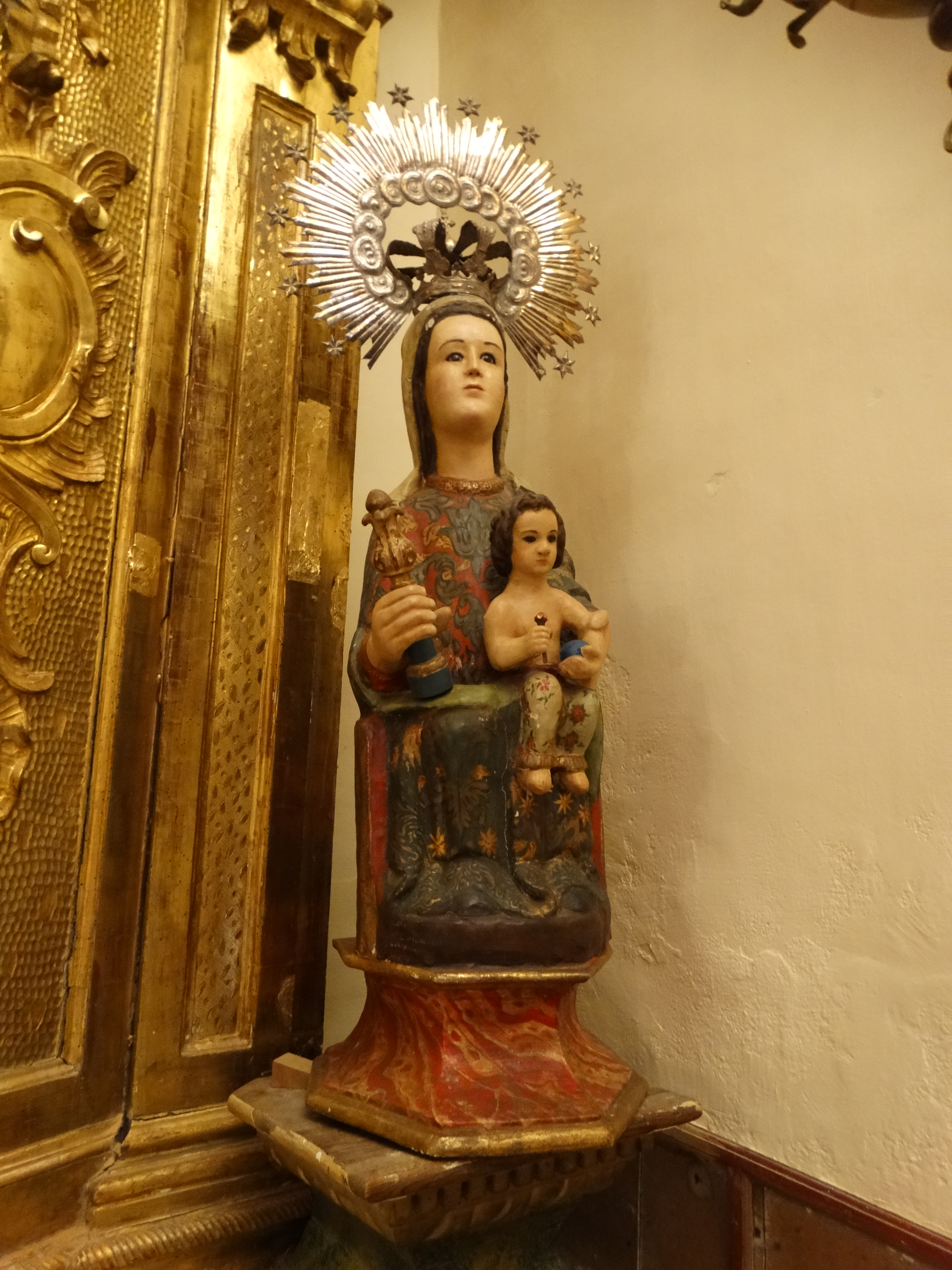
Virgen de Hortezuela en la parroquia de San Mamés
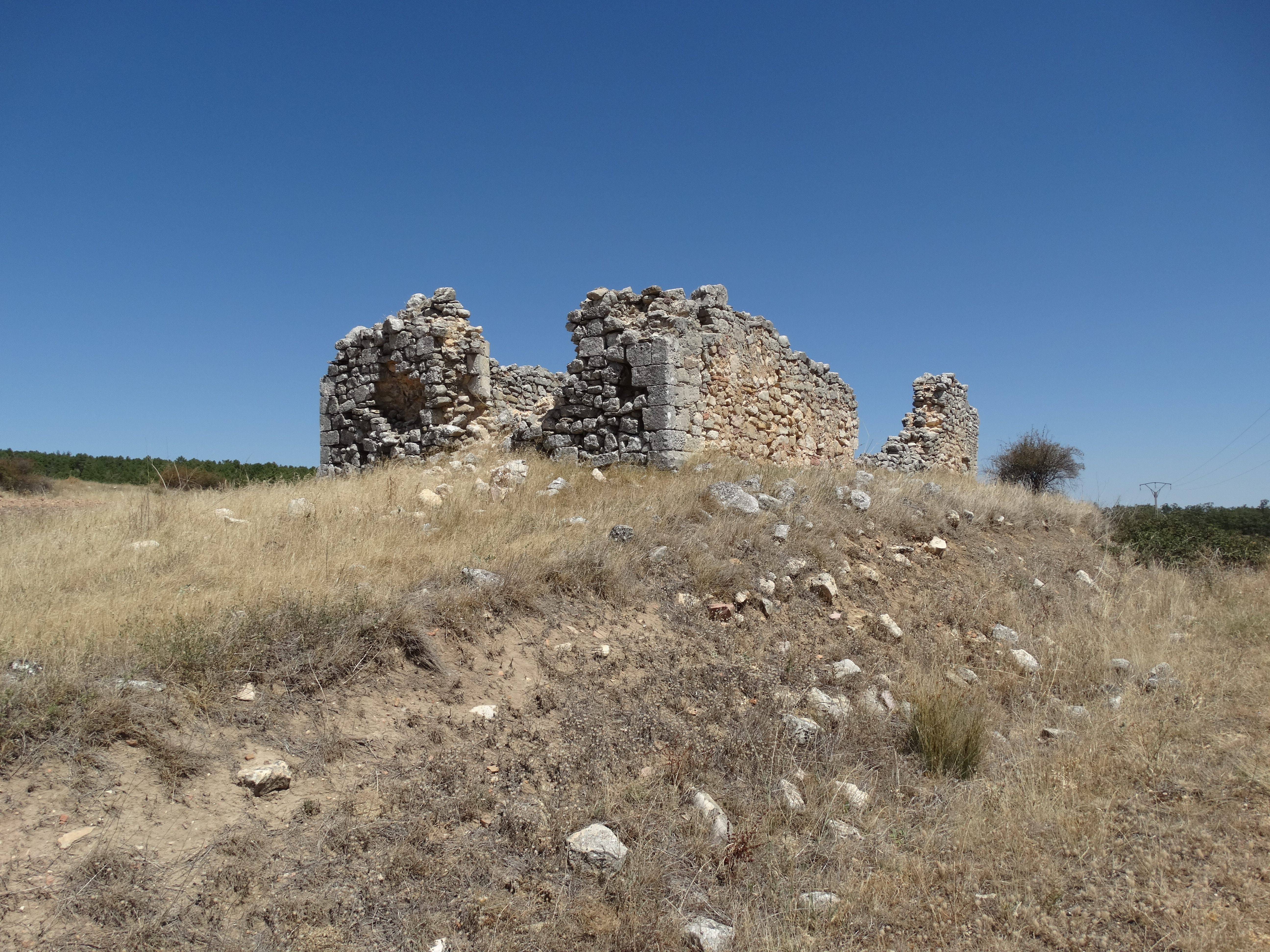
Ruinas de la ermita de San Cristóbal